# Kreshnik Bekteshi
Kreshnik Bekteshi (mac. Крешник Бектеши; ur. 1985 w Kiczewie) – północnomacedoński polityk pochodzenia albańskiego, w latach 2017–2024 minister gospodarki.

## Życiorys
W 2008 roku uzyskał tytuł Bachelor of Science na Rochester Institute of Technology, następnie odbył studia magisterskie na University of Sheffield. Przez kilka lat pracował jako promotor gospodarczy w Belgii i w Szwajcarii. 1 lipca 2017 roku objął funkcję ministra gospodarki, którą piastował do 24 czerwca 2024 roku.
Deklaruje znajomość języków albańskiego, angielskiego, macedońskiego i tureckiego.